# Aeropuerto Baracoa
Baracoa es un aeropuerto militar cubano, situado al oeste de La Habana, donde se encuentra emplazado el Regimiento Aéreo Ejecutivo (RAE).
- Datos: Q5658948
- Multimedia: Playa Baracoa Airport / Q5658948